# France aux Jeux mondiaux de 2013
La France participe aux Jeux mondiaux de 2013, la neuvième édition des Jeux mondiaux, organisée à Cali, en Colombie. Elle a récolté au total 40 médailles.

## Médailles

### Or
| Sport                                  | Discipline                                  | Sportifs                                                                           |
| Médailles d'or : 16 (+1 démonstration) |                                             |                                                                                    |
| Boules                                 | Pétanque - Tir de précision - Double Hommes | Henri Lacroix Dylan Rocher                                                         |
| Boules                                 | Pétanque - Tir de précision - Double Femmes | Ludivine d'Isidoro Marie-Christine Virebayre                                       |
| Gymnastique                            | Gymnastique acrobatique - Individuel Hommes | Benjamin Garavel                                                                   |
| Gymnastique                            | Gymnastique acrobatique - Duo Mixte         | Aurélie Joly Benjamin Garavel                                                      |
| Karaté                                 | Kata Femmes                                 | Sandy Scordo                                                                       |
| Karaté                                 | -55 kg Femmes                               | Lucie Ignace                                                                       |
| Nage avec palmes                       | 50 m apnée Femmes                           | Camille Heitz                                                                      |
| Sauvetage sportif                      | 50 m Mannequin Femmes                       | Magalie Rousseau                                                                   |
| Sauvetage sportif                      | 100 m Mannequin palmes Femmes               | Justine Weyders                                                                    |
| Sauvetage sportif                      | 200 m Super sauveteur Femmes                | Magalie Rousseau                                                                   |
| Sauvetage sportif                      | Relais 4 x 50 m Bouée tube Hommes           | France - Jérémy Badré - Pierre Caley - Florian Laclaustra - Marvin Maisonneuve     |
| Sauvetage sportif                      | Relais 4 x 50 m Bouée tube Femmes           | France - Emmanuelle Bescheron - Margaux Fabre - Magalie Rousseau - Justine Weyders |
| Sauvetage sportif                      | Relais 4 x 50 m Obstacles Femmes            | France - Emmanuelle Bescheron - Margaux Fabre - Magalie Rousseau - Justine Weyders |
| Ski nautique                           | Figures Femmes                              | Clémentine Lucine                                                                  |
| Squash                                 | Simple Hommes                               | Grégory Gaultier                                                                   |
| Tir à l'arc                            | Tir en campagne - Classique Hommes          | Jean-Charles Valladont                                                             |
| Wushu (dem.)                           | Sanda 60 kg - Femme                         | Valérie Domergue                                                                   |

### Argent
| Sport                                      | Discipline                               | Sportifs |
| Médailles d'argent : 11 (+3 démonstration) |                                          | |
| Boules                                     | Lyonnaise - Lancer de précision - Femmes | Gaelle Millet |
| Boules                                     | Lyonnaise - Lancer de précision - Femmes | Barbara Barthet |
| Boules                                     | Lyonnaise - Lancer de précision - Hommes | Guillaume Abelfo |
| Kayak-polo                                 | Hommes                                   | Équipe de France de kayak-polo masculin- François Barbey - Patrice Belat - Thomas Bretenoux - Martin Brodoux - Maxime Gohier - Matthieu Lalliot - David Linet |
| Ju-jitsu                                   | Combat -62 kg Hommes                     | Farid Ben Ali |
| Ju-jitsu                                   | Combat -62 kg Femmes                     | Atio Séverine Nébié |
| Ju-jitsu                                   | Ne-Waza - 85 kg Hommes                   | Sébastien Lecocq |
| Karaté                                     | Kumite -50 kg Femmes                     | Alexandra Recchia |
| Karaté                                     | Kumite +68 kg Femmes                     | Nadège Ait-Ibrahim |
| Sauvetage sportif                          | 50 m Mannequin Femmes                    | Emmanuelle Bescheron |
| Tir à l'arc                                | Tir en campagne - Arc à poulies Hommes   | Pierre-Julien Deloche |
| Duathlon (dem.)                            | Duathlon Femme                           | Sandra Levenez |
| Wushu (dem.)                               | Sanda 52 kg - Femme                      | Manon Nardy |
| Wushu (dem.)                               | Sanda 65 kg - Homme                      | Pierre Moua |

### Bronze
| Sport                                       | Discipline                               | Sportifs |
| Médailles de bronze : 13 (+2 démonstration) |                                          | |
| Boules                                      | Lyonnaise - Lancer de précision - Hommes | Thomas Allier |
| Kayak-polo                                  | Femmes                                   | Équipe de France de kayak-polo féminin- Virginie Brackez - Gaelle François - Mélanie Konig - Mélissa Ledormeur - Valérie Sibioude - Jade Vassallo - Nais Zanfini |
| Danse sportive                              | Danse latine - Couple mixte              | Elena Salikhova Charles-Guillaume Schmitt |
| Gymnastique                                 | Gymnastique acrobatique - Groupe Mixte   | France - Maxime Decker-Breitel - Mathieu Deliers - Jonathan Gajdane - Benjamin Garavel - David Orta                                                              |
| Gymnastique                                 | Gymnastique acrobatique - Step Mixte     | France - Clara Baraquet - Maxime Decker-Breitel - Mathieu Deliers - Jonathan Gajdane - Nicolas GaravelGavin Jourdan - Chrystel Lejeune - David Orta              |
| Ju-jitsu                                    | Combat -69 kg Hommes                     | Sébastien Marty |
| Nage avec palmes                            | 100 m surface Hommes                     | Alexandre Noir |
| Sauvetage sportif                           | 200 m Obstacles Hommes                   | Thomas Vilaceca |
| Sauvetage sportif                           | 200 m Obstacles Femmes                   | Magalie Rousseau |
| Sauvetage sportif                           | 20 m Super sauveteur Hommes              | Thomas Vilaceca |
| Sauvetage sportif                           | Relais 4 x 50 m Obstacles Hommes         | France - Jérémy Badré - Florian Laclaustra - Marvin Maisonneuve - Thomas Vilaceca                                                                                |
| Squash                                      | Simple Femmes                            | Camille Serme |
| Ski nautique                                | Slalom Femmes                            | Claire-Lise Welter |
| Canoë marathon (dem.)                       | Kayak double Femme                       | Gwendoline Morel Amelie Le Sclotour |
| Duathlon (dem.)                             | Duathlon Homme                           | Benoît Nicolas |